# Chapelle Notre-Dame-des-Anges d'Orelle
Pour les articles homonymes, voir Chapelle Notre-Dame-des-Anges.
La chapelle Notre-Dame-des-Anges d'Orelle, ou la chapelle de l'Arcelin, est une chapelle catholique baroque située à Orelle, dans le département français de la Savoie.
Elle culmine sur la colline de l'Arcelin, à 2 052 m d'altitude, relief proche de la combe de l'Arcelin qui est légèrement dominée par le centre de la station de sports d'hiver d'Orelle (un domaine de sports d'hiver des Trois Vallées).

## Situation géographique

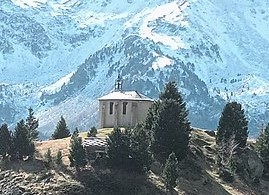
La chapelle devant le crêt de Longefan, la pointe de la Sandonière et le Gros Crey enneigés.

La chapelle Notre-Dame-des-Anges est un édifice catholique construit sur la commune d'Orelle, dans le département de la Savoie. Située à 2 052 m d'altitude sur la colline de l'Arcelin (ce dernier toponyme étant le lieu-dit de cette zone naturelle), la chapelle de l'Arcelin (de sa deuxième appellation) est directement surplombée par le crêt Fénère, l'extrémité méridionale du rocher Rénod et la Grosse Tête.
Elle est édifiée sur l'adret de la partie nord d'Orelle et est ainsi souvent ensoleillé, hiver comme été. Ses points de vue offrent un panorama sur la vallée de la Maurienne, appuyé par une table d'orientation topographique qui cite notamment des sommets de l'ubac de la partie sud de la commune, tels que la pointe de la Sandonière, le mont Coburne, le Gros Crey, la roche Fleurie ou encore le crêt de Longefan,.

## Toponymie

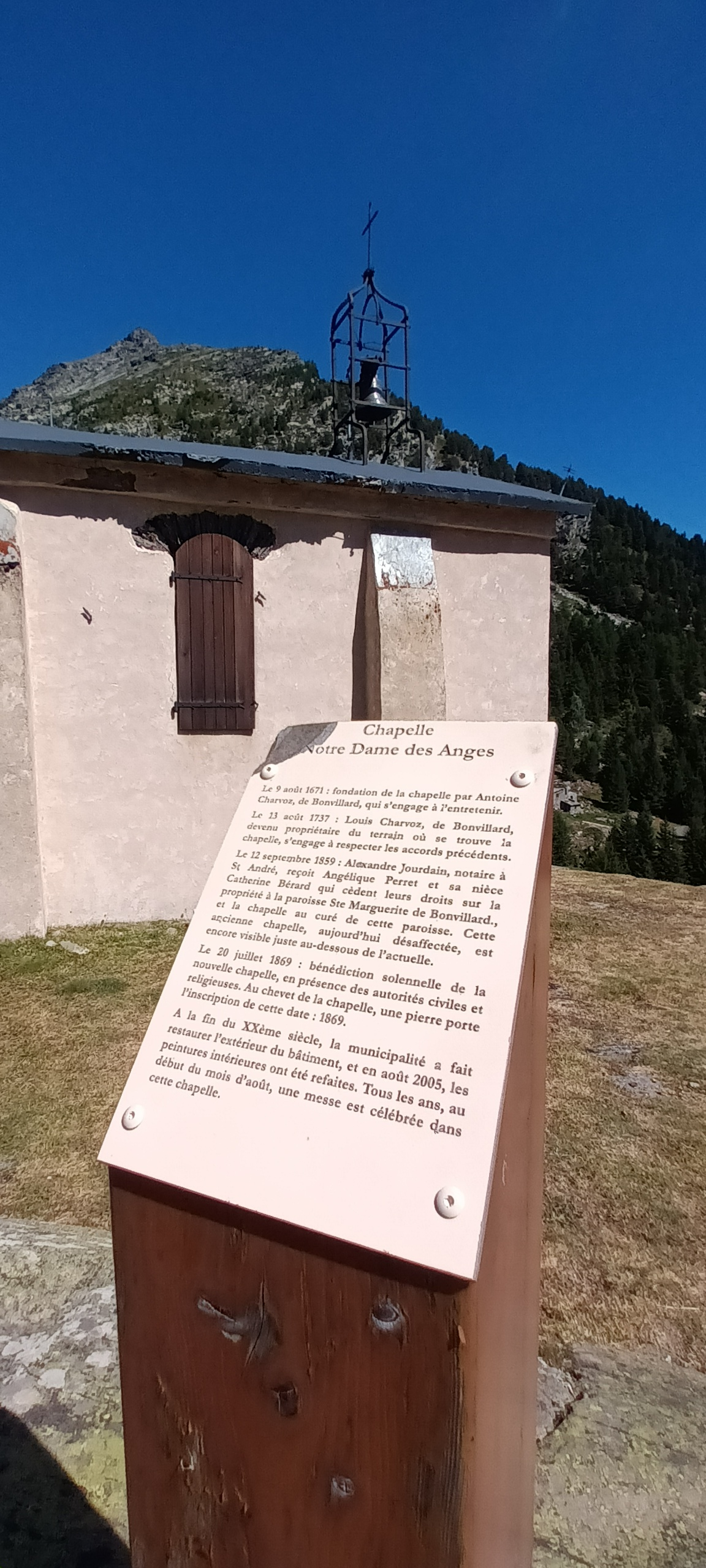
Pupitre explicatif de l'association Orelle Patrimoine concernant l'histoire de la chapelle.

L'appellation ecclésiastique « Notre-Dame des Anges » est un des noms chrétiens de la Vierge Marie, appelée ainsi en tant que « reine des anges » selon l'Église catholique. Au niveau local à Orelle, l'Arcelin, ou l'Arcellin avec deux l, est un lieu-dit provenant d'un diminutif d'arcelle, caractérisant un petit village d'altitude.

## Histoire
L'histoire de cet édifice, perché au sommet d'une colline bordée par le torrent du Bonrieu, commence le 9 août 1671, date à laquelle Antoine Charvoz construit la chapelle Sainte-Marguerite (voir section suivante). Cette dernière est un bâtiment plus petit, situé présentement à quelques dizaines de mètres en contrebas de l'actuelle chapelle Notre-Dame-des-Anges. Ce dernier possède alors la propriété de construction et l'entretient. À son décès, Louis Charvoz hérite de la construction et de la propriété : il s'engage ainsi à respecter les accords de son père le 13 août 1737,,,.
Le 12 septembre 1859, Angélique Perret et sa nièce Catherine Bérard cèdent leurs droits de propriété sur la chapelle Sainte-Marguerite. Ladite petite chapelle revient alors à la paroisse catholique Sainte-Marguerite de Bonvillard-sur-Orelle (d'où son nom de Sainte-Marguerite), également en possession des chapelles du hameau de Bonvillard et de l'église Sainte-Marguerite d'Orelle,,.
Le 20 juillet 1869, la chapelle Notre-Dame-des-Anges est construite sur la colline surplombant la chapelle Sainte-Marguerite, où les autorités civiles et religieuses la bénissent. À l'arrière de ladite chapelle, une pierre de taille porte la date de sa création avec l'année 1869. Dans les dernières années du XXe siècle, la municipalité d'Orelle restaure l'extérieur du monument (en particulier son toit) avant de refaire les peintures intérieures de la chapelle en août 2005. Ainsi, cette chapelle, autrefois privée, est désormais la propriété de la commune d'Orelle,,,.

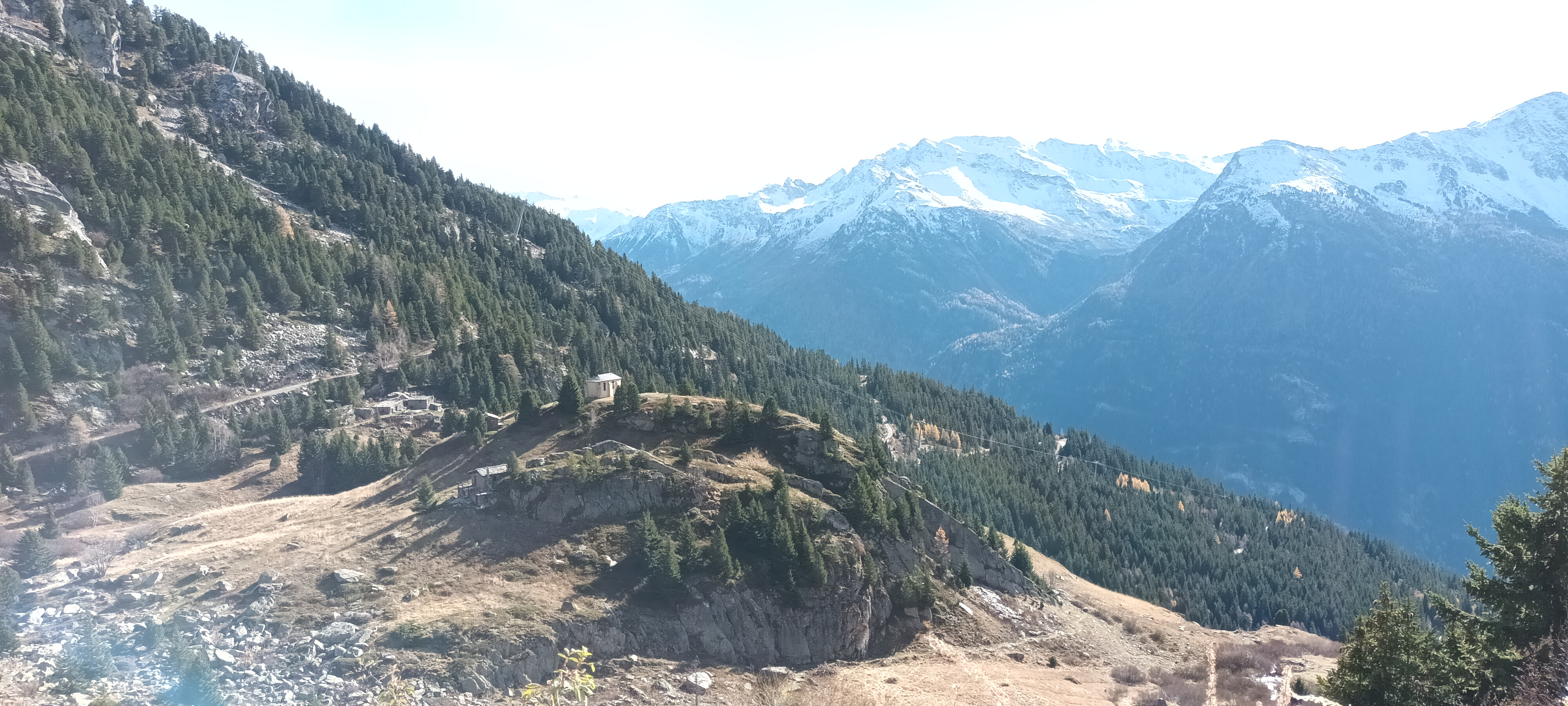
La chapelle Notre-Dame-des-Anges devant le mont Coburne et la roche Fleurie enneigés.
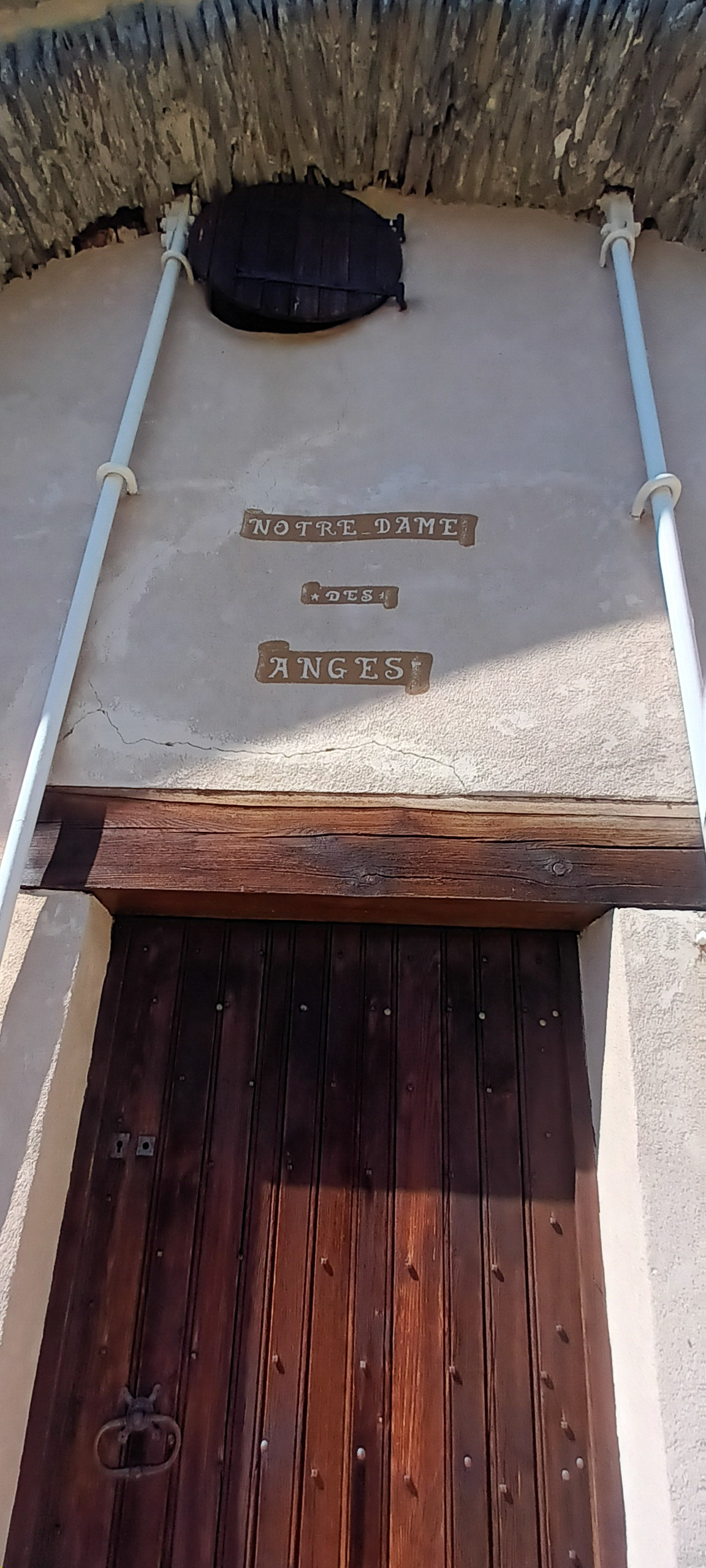
Porte d'entrée et lucarne de la chapelle.
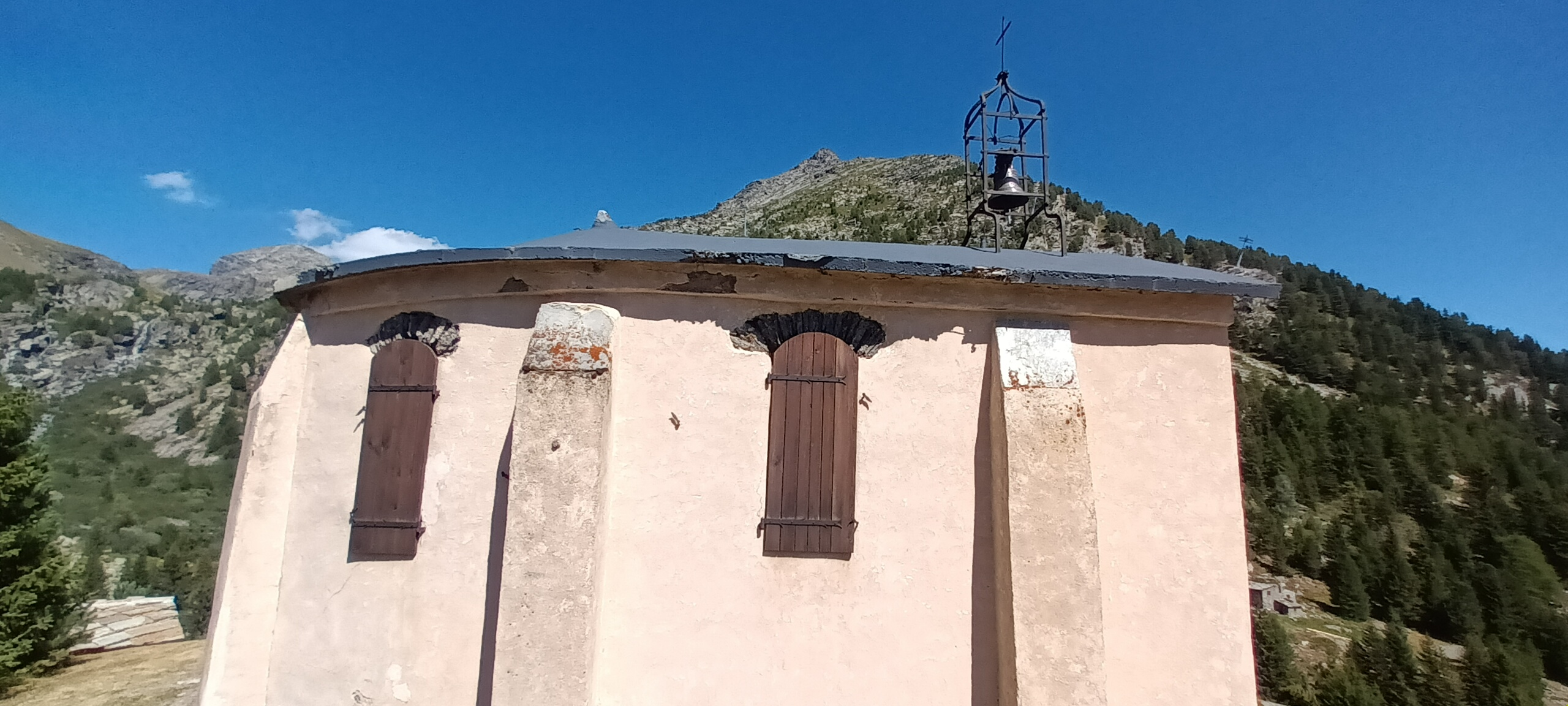
Vue du clocher et des fenêtres de la chapelle Notre-Dame-des-Anges.
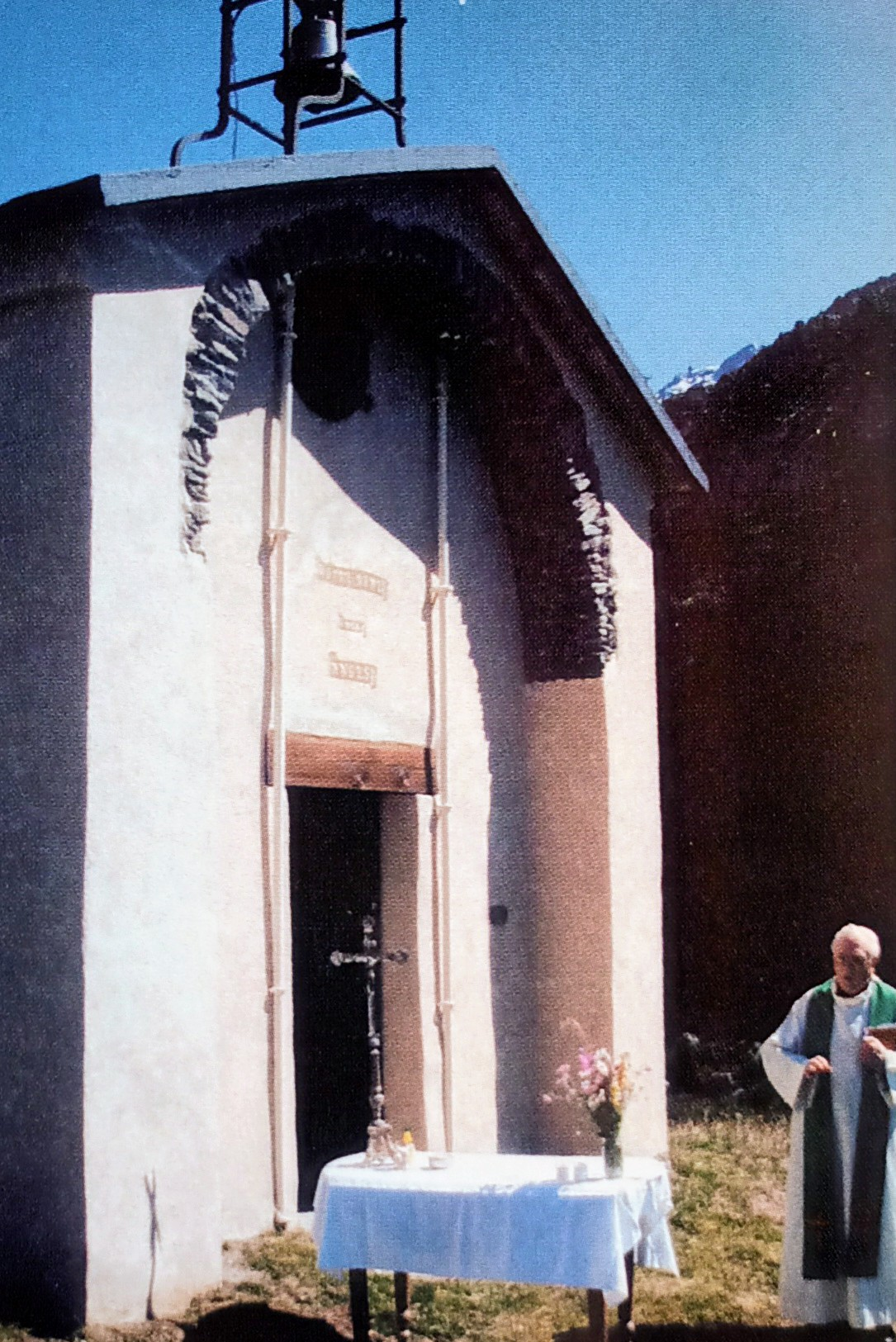
Messe devant la chapelle en juin 2010, en présence du Père Étienne Albanel, dernier curé des paroisses catholiques d'Orelle.
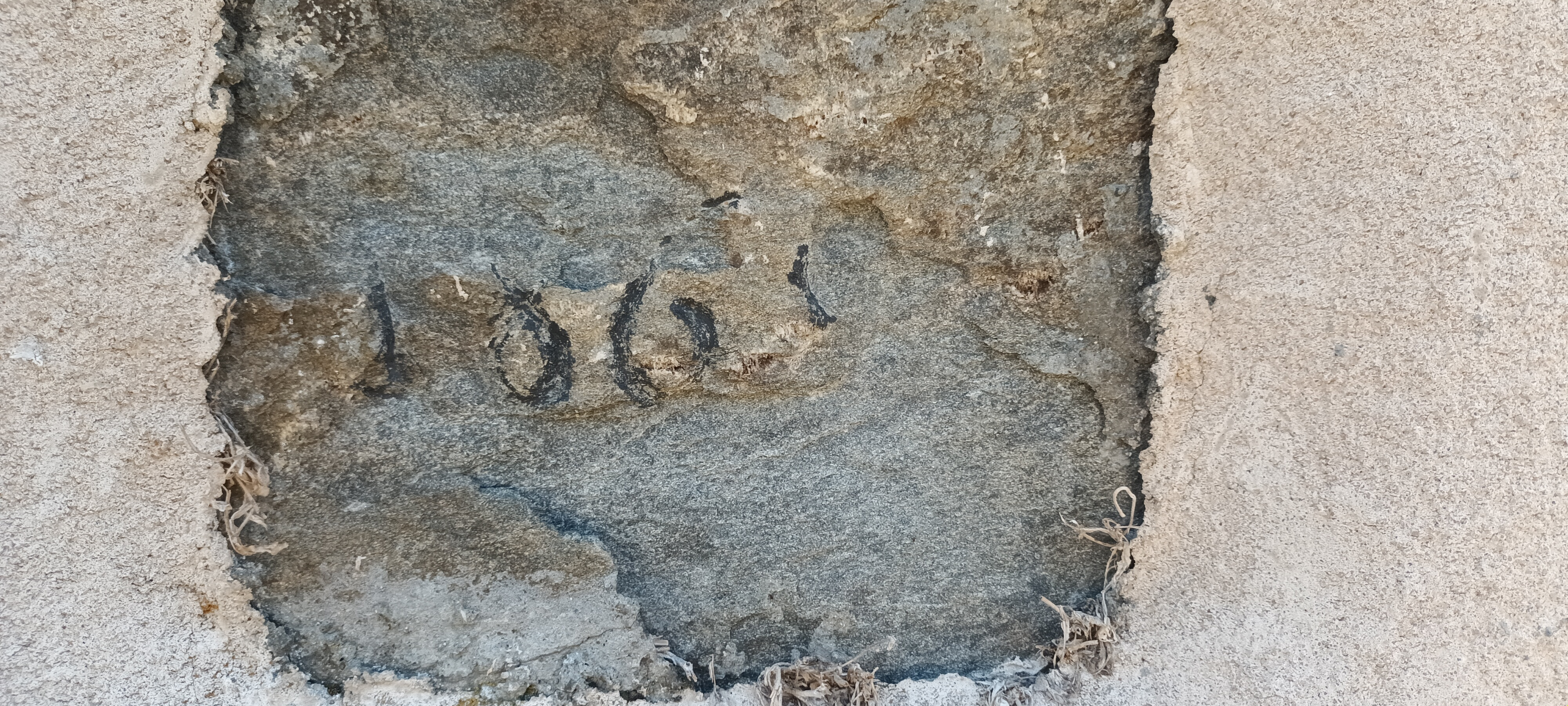
Pierre de taille de la chapelle Notre-Dame-des-Anges portant la date 1869.
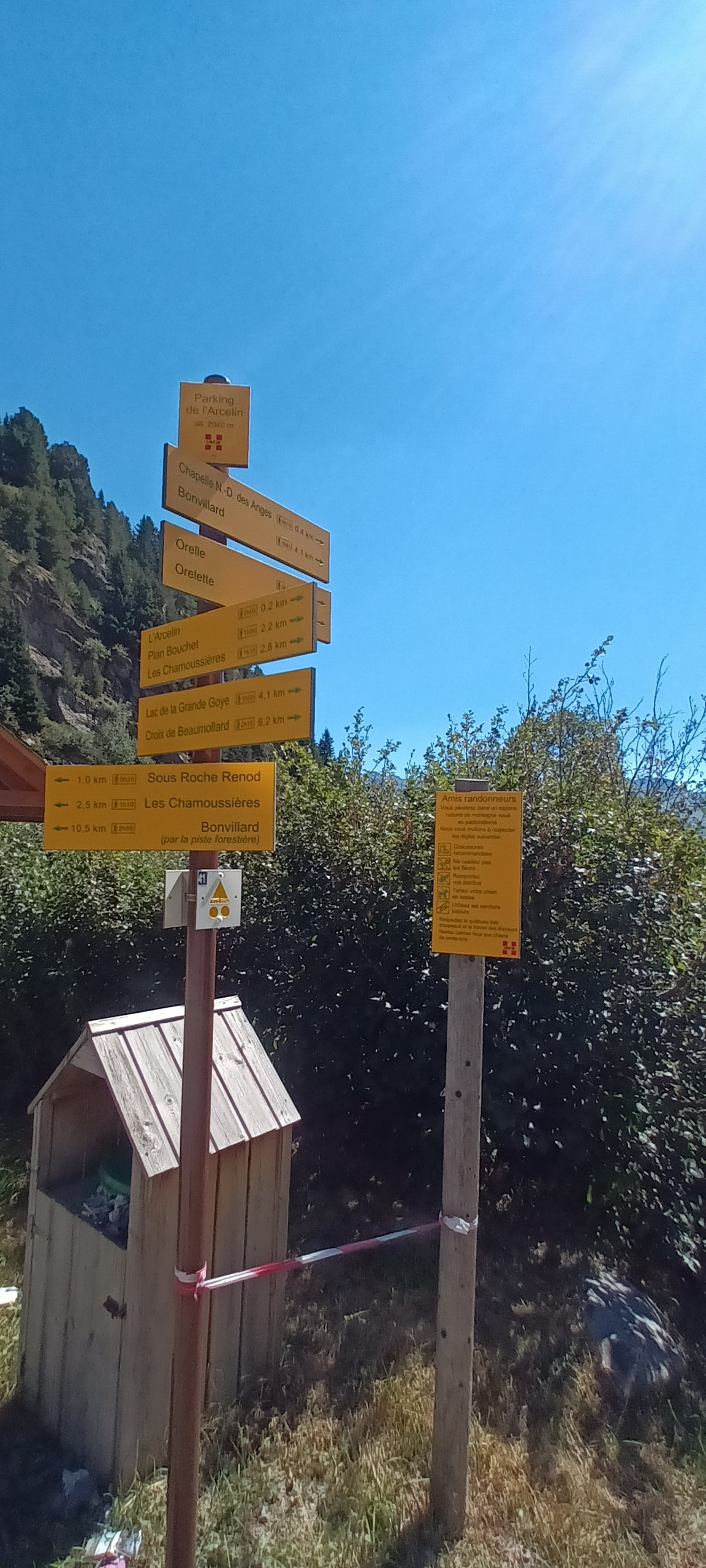
Parking de l'Arcelin d'où partent de nombreuses randonnées.

## Description
L'édifice de 5 m de hauteur pour 20 m de longueur est surmonté d'un clocher en bronze possédant une cloche et une croix gravées. Il a une porte cadenassée en bois, quatre fenêtres étroites vitraillées et voletées, une lucarne au-dessus de la porte et un toit en tôle.

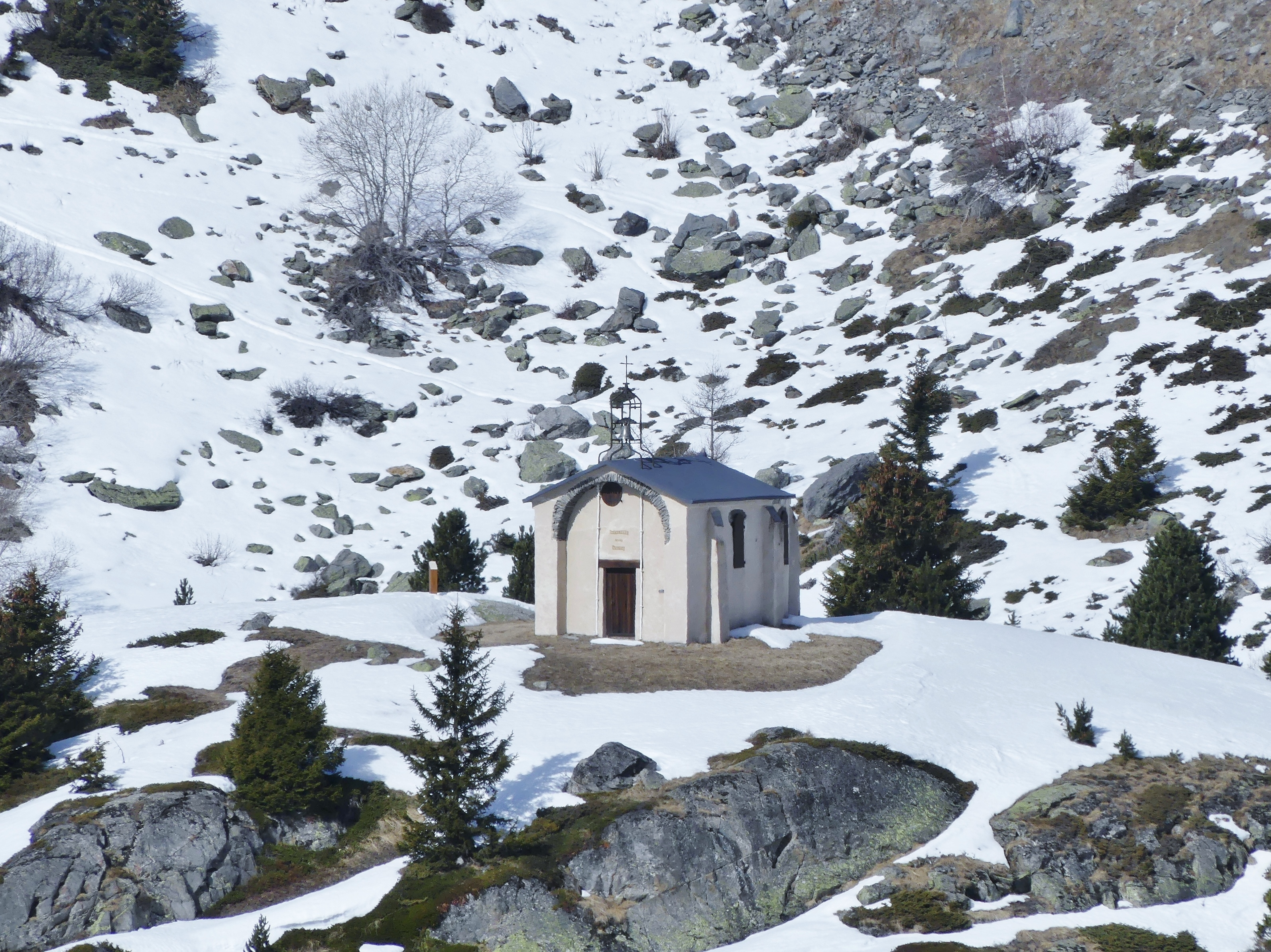
Vue de la chapelle depuis la télécabine d'Orelle.
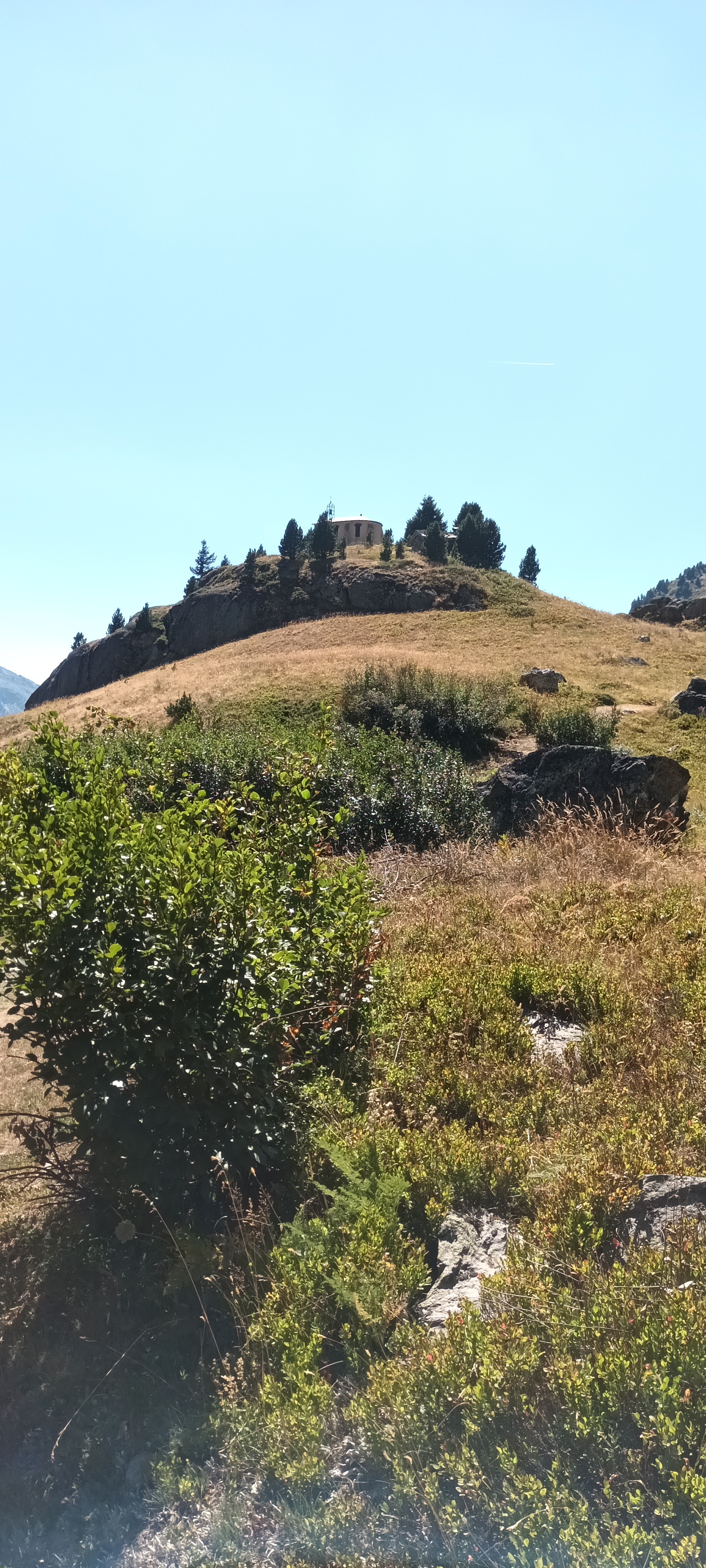
Vue de l'édifice depuis les alentours du parking de l'Arcelin (en été).
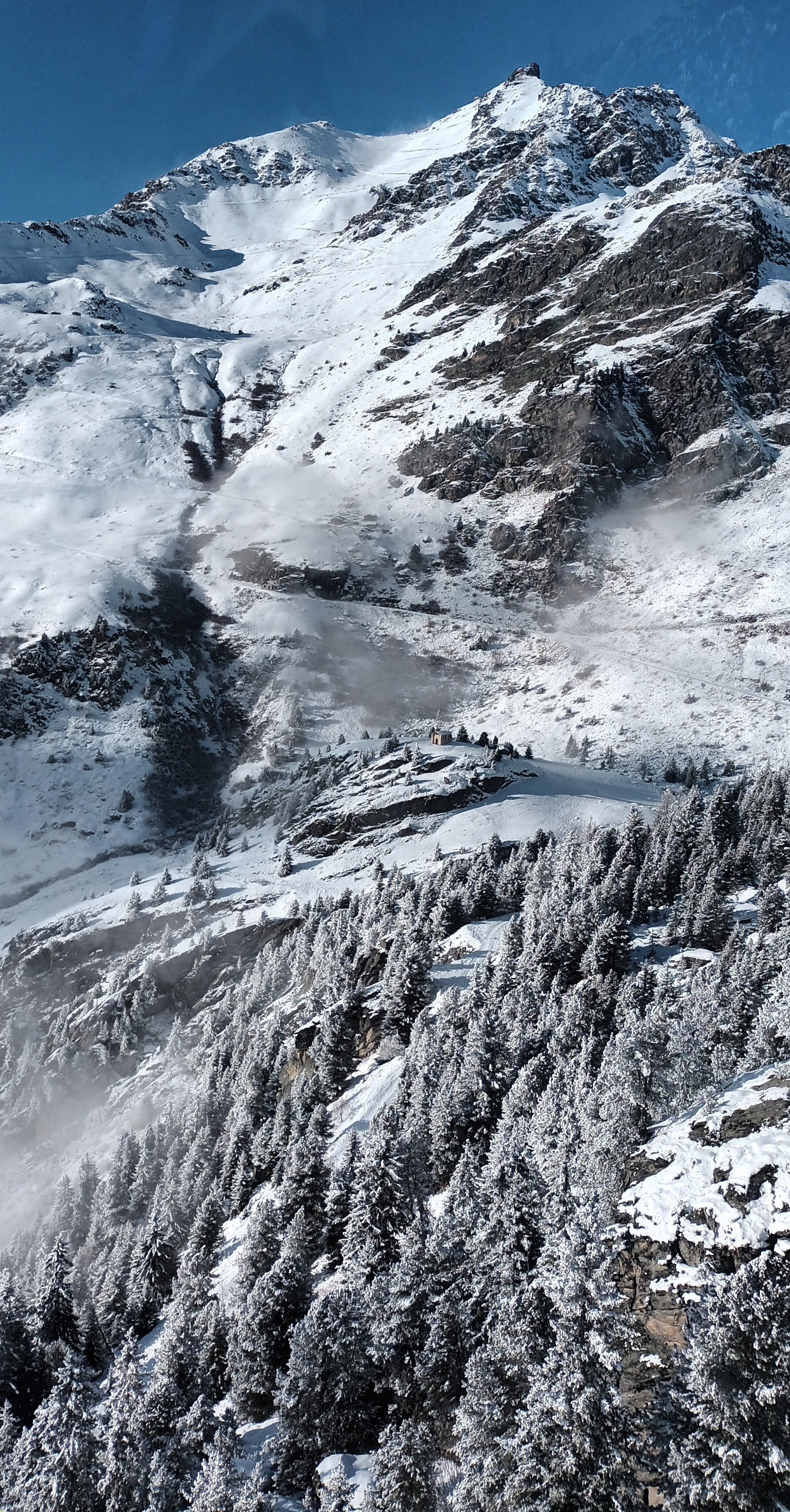
Vue de la chapelle en contrebas du crêt Fénère, de l'aiguille de Bertin et de la Grosse Tête.

## Services et état actuels
L'association « Orelle Patrimoine » et la paroisse Saint-Michel-en-Maurienne organisent une messe qui est célébrée chaque mois d'août dans la chapelle Notre-Dame-des-Anges de l'Arcellin. On peut la visiter de l'extérieur l'été ou l'hiver.
Des zones de pique-nique accompagnent le lieu, mais c'est surtout une zone de passage de quelques randonnées : en effet, le parking de l'Arcelin situé à une centaine de mètres de là est le point de départ d'une centaine de destinations pédestres l'été,.

## Chapelles voisines

### Chapelle Sainte-Marguerite
L'ancien édifice situé sous la chapelle Notre-Dame-des-Anges est la chapelle Sainte-Marguerite d'Orelle (45° 14′ 01″ N, 6° 33′ 14″ E). Avant d'être remplacée par la chapelle actuelle, elle est intégrée à la paroisse Sainte-Marguerite de Bonvillard-sur-Orelle (selon les dates précisées dans la section historique générale).

### Chapelle Notre-Dame-des-Neiges
Située sous le crêt Fénère et le Grand Plan, au lieu-dit de la Vaèle au village de Genevret (45° 13′ 55″ N, 6° 31′ 54″ E), la chapelle Notre-Dame-des-Neiges fait partie de la paroisse Saint-Maurice d'Orelle. Le 7 août 1881, une demande des Orellins est faite afin d'encourager la municipalité à réparer la toiture et le plancher de cette chapelle, laquelle devient une requête acceptée,.

### Croix de l'Arcelin
Une croix métallique de trois mètres de haut surplombe la vallée au sud de la chapelle Notre-Dame-des-Anges d'Orelle. Elle est peinte en blanc.